# Hospital de la Universidad de Oriente Próximo
El Hospital de la Universidad de Oriente Próximo (en turco: Yakın Doğu Üniversitesi Hastanesi) es el centro médico más grande y uno de los más importantes de Nicosia, Chipre. Está afiliado a la zona de la Facultad de Medicina de la Universidad de Oriente Próximo.
El Hospital de la Universidad de Oriente Próximo se inauguró oficialmente y abrió sus puertas al público el 20 de julio de 2010 con una gran fiesta de apertura que organizó el ministro turco de Justicia, Cemil Cicek, y el presidente de la República Turca del Norte de Chipre Dervis Eroglu.